# Kosd, Pesta
Kosd  este un sat în districtul Vác, județul Pesta, Ungaria, având o populație de 2.412 locuitori (2011). 

## Demografie
Componența etnică a satului Kosd
     Maghiari (97,13%)
     Necunoscut (0,58%)
     Alții (2,29%)
Componența confesională a satului Kosd
     Romano-catolici (51,58%)
     Reformați (16,96%)
     Fără religie (6,8%)
     Luterani (1,2%)
     Necunoscută (22,6%)
     Alte religii (4,44%)
Conform recensământului din 2011, satul Kosd avea 2.412 locuitori. Din punct de vedere etnic, majoritatea locuitorilor (97,13%) erau maghiari. Apartenența etnică nu este cunoscută în cazul a 0,58% din locuitori.  Din punct de vedere confesional, majoritatea locuitorilor (51,58%) erau romano-catolici, existând și minorități de reformați (16,96%), persoane fără religie (6,8%) și luterani (1,2%). Pentru 22,6% din locuitori nu este cunoscută apartenența confesională.